# Edward Bairstow
Sir Edward Cuthbert Bairstow född 22 augusti 1874 i Huddersfield, död 1 maj 1946 i York, var en brittisk organist och kompositör.

## Viktiga verk
- Blessed city heavenly salem
- The king of love my shepherd is
- I sat down under his shadow
- Let all mortal flesh keep silence
- The Lamentations of Jeremiah
- Save Us, O Lord